# Macrospora scirpi
Macrospora scirpi är en svampart som först beskrevs av Fr. ex Rabenh., och fick sitt nu gällande namn av Shoemaker & C.E. Babc. 1992. Macrospora scirpi ingår i släktet Macrospora och familjen Pleosporaceae.   Inga underarter finns listade i Catalogue of Life.